# Gbaya Boniface Ziri
Gbaya Boniface Ziri (ur. 31 grudnia 1949 w Gagnoa) – duchowny katolicki z Wybrzeża Kości Słoniowej, biskup Abengourou od 2009.

## Życiorys

### Prezbiterat
Święcenia kapłańskie otrzymał 6 czerwca 1976 w zakonie jezuitów. Po studiach w Rzymie i Paryżu został wykładowcą instytutu jezuickiego. W 1994 wystąpił z zakonu i uzyskał inkardynację do archidiecezji abidżańskiej, jednocześnie zostając jej wikariuszem generalnym.

### Episkopat
1 lipca 2009 papież Benedykt XVI mianował do biskupem ordynariuszem diecezji Abengourou. Sakry udzielił mu 22 sierpnia 2009 kardynał Bernard Agré.
W latach 2014–2017 pełnił funkcję wiceprzewodniczącego iworyjskiej Konferencji Episkopatu.